# 榕江 (广东)
榕江俗称南河，曾称揭阳江，位于中华人民共和国广东省东北部，是粤东沿海第二大的河流，因揭阳多榕树而得名，发源于陆河县东部凤凰山南麓，自西南向东北流经陆河县东坑镇、水唇镇、揭西县五云镇、河婆街道、大溪镇、钱坑镇、普宁市里湖镇、揭西县棉湖镇、凤江镇、揭阳市市区等地，最后于汕头市以西注入牛田洋。河长196千米，河道平均比降0.49‰，流域面积4650平方千米，年均径流量61亿立方米。榕江流域位于粤东沿河，台风暴雨多，洪（潮）、涝、旱等灾害严重。